# Ulica Piesza w Warszawie
Ulica Piesza – ulica na warszawskim Nowym Mieści, biegnąca od Rynku Nowego Miasta do ul. Kościelnej.

## Historia
Ulica została wytyczona około roku 1650 między zabudowaniami Rynku Nowego Miasta jako dojście do wznoszonego w tym okresie kościoła św. Benona, w swoim dalszym biegu, podobnie jak sąsiednia ul. Kościelna pierwotnie wiodąca do Wisły. 
Nazwa nadana w 1769 pochodzi od kwater królewskiej piechoty mieszczących się w okolicy w XVII wieku. Według innego źródła nazwa wzięła się stąd, że uliczka była miejscami tak wąska, że mogła jedynie służyć dla przechodu piechotą idących.
Połączenie obu ulic przebito dopiero w latach 1950–1954 podczas rekonstrukcji zabudowy Rynku Nowego Miasta.
Zabudowa ulicy częściowo przyporządkowana jest numeracjom Rynku i ul. Kościelnej.

## Ważniejsze obiekty
- Kościół św. Benona